# Internowanie
Treść tego artykułu od 2024-10 należy opracować w taki sposób, aby nie uwypuklała nadmiernie polskiej specyfiki / aby nie zawężała się tylko do polskich warunków
 Po wyeliminowaniu niedoskonałości należy usunąć szablon [[Szablon:Dopracować|]] z tego artykułu.
Internowanie (z łac. internus „wewnętrzny”) – przymusowe umieszczenie określonych osób w wyznaczonym miejscu pobytu, bez prawa jego opuszczania.
Dotyczy zazwyczaj osób biorących udział w wojnie – rozbrojonych oddziałów wojskowych, które przekroczyły granicę państwa neutralnego. Dotyczyć może też osób cywilnych (obywateli państw prowadzących wojnę). Warunki internowania regulują konwencje genewskie z 1949.
- Internowanie własnych obywateli na przykładzie praw obowiązujących w Polsce w okresie międzywojennym.

Ustawa o stanie wyjątkowym z 22 lutego 1937 r. w art. 3 dozwalała administracji ogólnej wobec osób, zagrażających bezpieczeństwu, spokojowi lub porządkowi publicznemu na samoistne prawo (tzn. bez nakazu sądowego) dokonywania rewizji osobistych, zatrzymywanie w ciągu 8 dni (zamiast 48 godzin), stosowanie w sprawach karnych administracyjnych aresztu tymczasowego do 2 miesięcy (zamiast 14 dni), internowanie w osobnych miejscach na ten cel przeznaczonych na czas nie przekraczający 3 miesięcy, wyznaczenie przymusowego pobytu (zwane konfinowaniem) na określonym obszarze na czas do 6 miesięcy oraz wydalenie z obszaru objętego stanem wyjątkowym na czas trwania tego stanu lub krótszy. Według art. 11 wykroczenie przeciwko nakazom lub zakazom stanu wyjątkowego zagrożone było w trybie administracyjnym w postępowaniu przyśpieszonym karą aresztu do 6 miesięcy i grzywny do 5000 zł, albo jednej z tych kar. Odwołanie do sądu nie wstrzymywało wykonania kary aresztu. Ustawa o stanie wojennym z 23 czerwca 1939 r. w art. 2 dozwalała rozszerzać wspomniane rygory ograniczenia wolności na osoby zagrażające interesom obrony Państwa, zatrzymanie w areszcie do 1 miesiąca; w sprawach karnych administracyjnych areszt tymczasowy do 3 miesięcy, internowanie i konfinowanie można było zarządzić na czas trwania stanu wojennego lub krótszy, w art. 6 kary administracyjne za złamanie rygorów stanu wojennego zaostrzała do 1 roku aresztu i grzywny do 10 000 zł albo jednej z tych kar.

## Historia

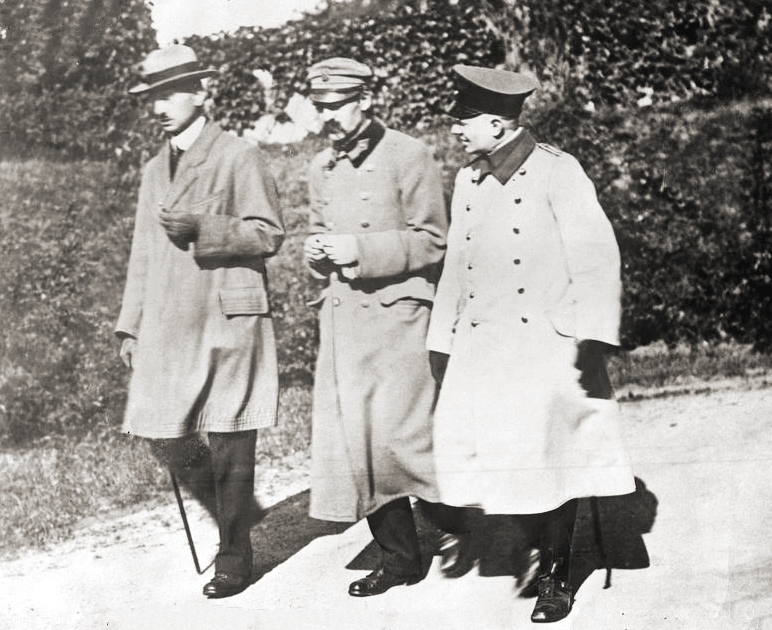
Kazimierz Sosnkowski i Józef Piłsudski podczas internowania w twierdzy magdeburskiej, 1918

Latem 1917, po kryzysie przysięgowym Niemcy internowali żołnierzy Legionów Polskich w obozach w Szczypiornie i Beniaminowie.
W lutym 1918 pod Rarańczą, po zawarciu traktatu brzeskiego, Polski Korpus Posiłkowy usiłował przebić się przez linię frontu austriacko-rosyjskiego i połączyć z II Korpusem Polskim w Rosji. Część żołnierzy, której nie powiodła się próba przejścia na stronę Rosji, została internowana przez Austriaków w obozach w Huszt i Marmarosz-Sziget.
17/18 września 1939, Prezydent Rzeczypospolitej – Ignacy Mościcki, wraz z rządem (z Felicjanem Sławoj-Składkowskim na czele) oraz marszałkiem Edwardem Rydzem-Śmigłym przekroczyli granicę neutralnej Rumunii, po czym zostali internowani.
19 czerwca 1940 r. po kilkudniowych walkach w kampanii francuskiej 2 Dywizja Strzelców Pieszych pod dowództwem generała Bronisława Prugara-Ketlinga, w liczbie ok. 12,5 tys. oficerów i żołnierzy, przekroczyła granicę francusko-szwajcarską i została internowana w Szwajcarii.
Od 1953 do 1956 prymas Polski Stefan Wyszyński był internowany przez władze PRL. Z początku przebywał w Rywałdzie, a następnie w Stoczku Klasztornym, Prudniku i Komańczy.
13 grudnia 1981 w PRL, po wprowadzeniu stanu wojennego, część działaczy opozycyjnych i byłego aktywu władz państwowych PRL została zatrzymana i wywieziona – na okres od kilku do kilkunastu miesięcy – do ośrodków internowania, mieszczących się w większości w więzieniach. Ich dane i informacje o ośrodkach odosobnienia można odnaleźć w udostępnionej 13 grudnia 2021, w 40. rocznicę wprowadzenia stanu wojennego, przez Instytut Pamięci Narodowej Bazie Internowanych.
Internowanie stosowano np. w Wielkiej Brytanii oraz Irlandii wobec członków i sympatyków IRA.